# Parafia św. Anny w Świerklanach Dolnych
Parafia św. Anny w Świerklanach – parafia rzymskokatolicka w Świerklanach, należąca do archidiecezji katowickiej, dekanatu boguszowickiego. Patronką parafii jest święta Anna.

## Historia
Pierwsza drewniana świątynia w Świerklanach powstała w XV wieku, pełniąc rolę kościoła filialnego parafii Nawiedzenia NMP w Połomi. 23 listopada 1928 kościół spalił się podczas pożaru, który wybuchł w zakrystii. Po tym wydarzeniu odprawianie nabożeństw zostało przeniesione do tymczasowej kaplicy, mieszczącej się w budynku dawnej szkoły. 30 kwietnia 1929 rozpoczęto budowę nowego kościoła. 1 sierpnia 1929 bp Arkadiusz Lisiecki erygował kurację Świerklany, którą bp Stanisław Adamski podniósł do godności parafii 28 maja 1957. Do czasu utworzenia dekanatu Boguszowice w 1979 kościół w Świerklanach, a następnie kuracja i parafia wchodziły w skład dekanatu wodzisławskiego.

## Zasięg parafii
Do parafii należy około 6600 wiernych z miejscowości: Świerklany Dolne i Świerklany Górne.

## Duszpasterze
- ks. Piotr Kędzior – proboszcz (od sierpnia 2022)
- ks. Konrad Hołyś – wikariusz 2022

### Księża pochodzący z parafii
- ks. Józef Smyczyk TChr (1945)
- ks. Alojzy Majnusz (1958)
- ks. Walenty Nogły (1963)
- ks. Józef Szulik (1975)
- Cyprian Tomiczek OFM (1975)
- ks. Jan Lubszczyk SDS (1980)
- ks. Piotr Mazurek SDS (1980)
- ks. Alojzy Sobik (1981)
- Benon Szulik OMF (1984)
- ks. Adam Brzyszkowski (1985)
- ks. Grzegorz Brzyszkowski (1985)
- ks. Marian Hajzyk SDS (1986)
- ks. Janusz Mazurek SDS (1987)
- ks. Dariusz Salamon SCJ (1989)
- ks. Krzysztof Zimończyk SCJ (1989)
- ks. Mirosław Woźnica (1990)
- ks. Mirosław Godziek (1991)
- Kosma Holek OFM (1991)
- ks. Antoni Wita FDP (1995)
- Ferdynand Grzegorz Rychel OFM (2002)
- ks. Bartłomiej Kuźnik (2004)
- ks. Daniel Starzyczny (2005)
- Karol Gajer SVD (2006)
- ks. Przemysław Krakowczyk SAC (2010)
- ks. Mateusz Grzonka (2017)
- Arkadiusz Ciemięga SJ (2024)

## Grupy parafialne
Na terenie parafii działa kilkanaście grup parafialnych:
- Akcja Katolicka,
- Apostolat Maryjny,
- Chór Parafialny,
- Dzieci Maryi,
- Grupa Modlitwy Św. Ojca Pio,
- Koło Misyjne,
- Koło przyjaciół Radia Maryja,
- Koło Żywego Różańca,
- Ministranci,
- Rada Parafialna,
- Ruch Światło-Życie,
- Świetliki,
- Zespół Charytatywny,
- Zespół Liturgiczny.